# 刨钩

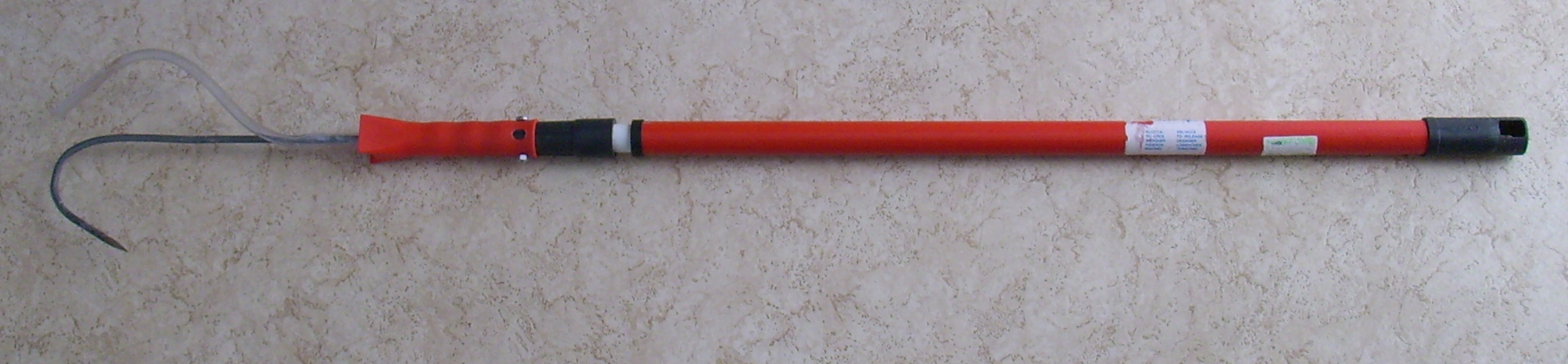
垂钓常见的刨钩

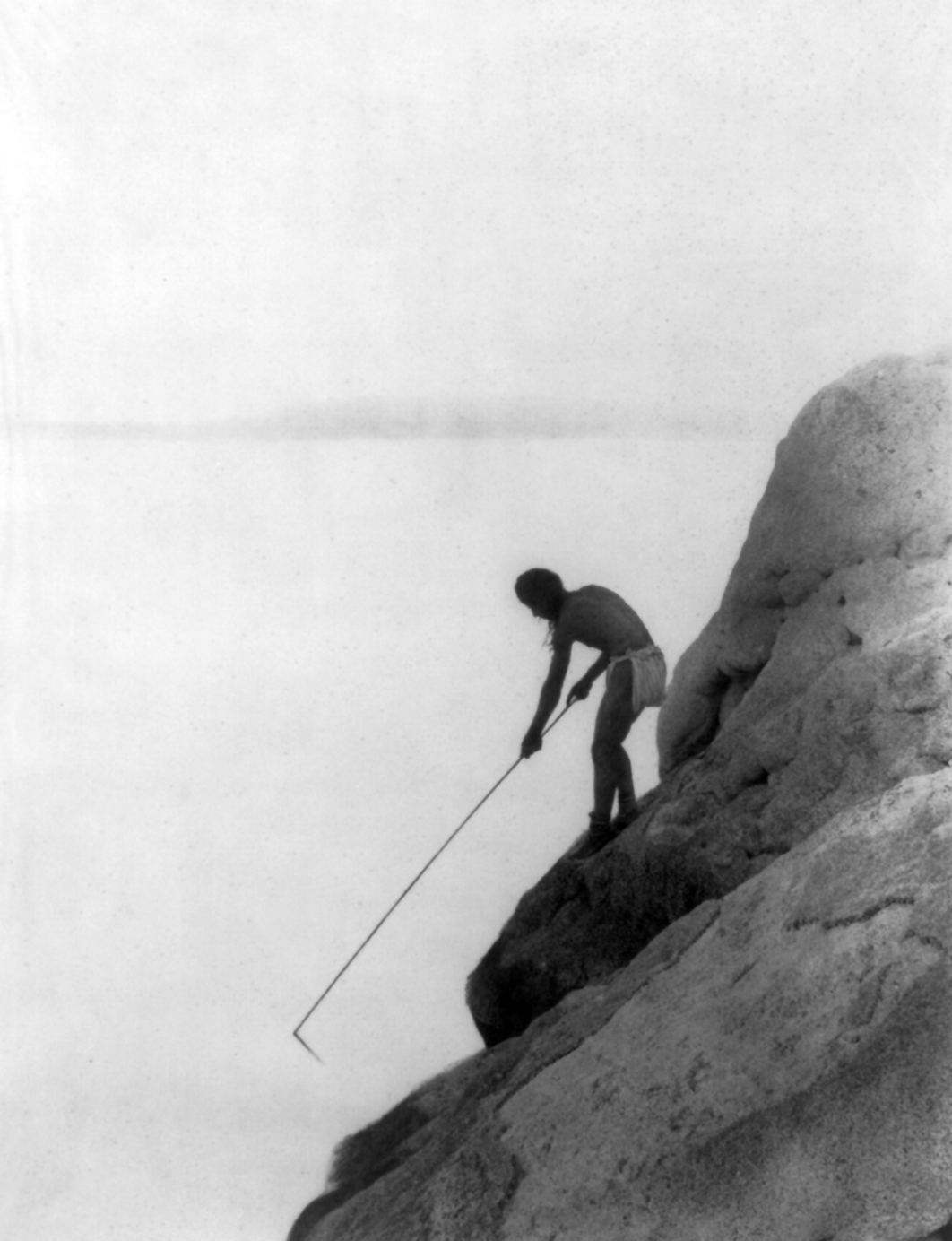
用长柄刨钩捕鱼

刨钩（gaff）也称捞鱼钩，是一种手持的捕鱼工具，形状为一个较长握柄的末端有一个大型尖钩或侧向的尖刺，主要功能是如同挥动冰镐一般砸击并刺入鱼类身体内（理想情况是刺进脊柱下方），以便将鱼强行拉出水面，通常用来捕捉无法用鱼线拉扯或用抄网捕捞的大型鱼类（比如各种深海鱼和远洋鱼）。使用刨钩会对鱼体造成较为严重的创伤，因此如果需要钓获放流则无法使用。 
飞钩（flying gaff）是一种特殊设计的大型刨钩，通常用来捕捉用普通刨钩不能直接拉出水面特大型鱼类。飞钩的钩头连有绳索并且可以和握杆分离，在遇到力气较大的目标鱼时可以先挥杆将钩头刺入鱼身，然后钩杆分离让连在船舶上的绳索进行“遛鱼”，直到鱼因为失血和挣扎导致体力耗尽后再用普通刨钩将其拉出水面。